# Pereute callinice
Pereute callinice är en fjärilsart som först beskrevs av Felder 1861.  Pereute callinice ingår i släktet Pereute och familjen vitfjärilar. Inga underarter finns listade i Catalogue of Life.